# ديف هانكوك (سياسي)
ديف هانكوك هو محامي وسياسي كندي، ولد في 10 أغسطس 1955 في كندا. حزبياً، نشط في الرابطة التقدمية المحافظة في ألبرتا ‏. وقد انتخب عضو الجمعية التشريعية ألبرتا وانتخب Premier of Alberta ‏ (23 مارس 2014 – 15 سبتمبر 2014) وانتخب عضو الجمعية التشريعية ألبرتا عن دائرة Edmonton-Whitemud ‏ (11 مارس 1997 – ).